# Alex Kapranos
Alexander Paul Kapranos Huntley, més conegut com a Alex Kapranos, (20 de març de 1972, Almondsbury, Gloucestershire), és un músic resident a la Gran Bretanya, que és vocalista i guitarrista de la formació de Glasgow Franz Ferdinand.
Kapranos és fill de pare grec i mare britànica. Arriba a la música després de passar per diversos treballs -soldador, cuiner, conductor de furgonetes i professor d'anglès per a refugiats- i no menys bandes: Urusei Yatsura, Amphetameanies, Karelia...
Al setembre de 2005 va començar "sound bites", Una Columna Setmanal al diari anglès The Guardian, on detalla les seves aventures culinàries, Viatjant pel Món En una Gira Mundial. Al maig de 2006 Alex anuncià que Pròximament publicarà "llibre a les Nacions Unides" on reunirà totes les Columnes que va escriure, actualment ha iniciat el llibre "sound bites".."

## Alex Kapranos amb Franz Ferdinand
Franz Ferdinand ha guanyat diversos premis, entre ells el de millor grup revelació en els MTV Vídeo Music Awards i el Mercury Prize, que s'atorga a la millor gravació d'un grup o solista britànic o irlandés l'any 2004.
El grup escocès pren el seu nom en veure un documental a la televisió de la I Guerra Mundial amb referència a l'arxiduc austrohongarès Franz Ferdinand (Francesc Ferran en català) l'assassinat del qual va ser el desencadenant d'aquesta guerra.